# Melendi
Ramón Melendi Espina – hiszpański piosenkarz pop.

## Życiorys
Melendi urodził się 21 stycznia 1979 roku w miejscowości Oviedo w Hiszpanii. Szybko zrezygnował z nauki i postanowił trenować piłkę nożną. Grał w juniorskiej drużynie Realu Oviedo. W 2001 roku dołączył do zespołu El bosque de Sherwood ("Las Sherwood").
Sam wydał cztery indywidualne płyty: Sin noticias de Holanda, Que el cielo espere sentao, Mientras no cueste trabajo i Curiosa la cara de tu padre. Piosenka Con la luna llena z pierwszej płyty była wielkim hitem w Hiszpanii w 2003 roku.

## Dyskografia

### Albumy
- 2003: Sin noticias de Holanda
- 2005: Que el cielo espere sentao
- 2006: Mientras no cueste trabajo
- 2008: Curiosa la cara de tu padre
- 2010: Volvamos a empezar
- 2012: Lagrimas desordenadas
- 2015: Un alumno mas
- 2015: Directo a Septembre (Gira un alumno mas)
- 2016: Quitate las gafas

## Współpraca
- Los Galván Por Eso Canto (2004)
- Pablo Moro María (2005)
- Algunos Hombres Buenos Salta (2007)
- Rasel Mil Razas (2007)
- Alejandro Sanz Dejala que baile (2018)
- Shakira